# Долгая (приток Глухой Вильвы)
Долгая — река в России, протекает в Соликамском районе Пермского края. Устье реки находится в 100 км по правому берегу реки Глухая Вильва. Длина реки составляет 18 км.
Исток реки в отрогах Северного Урала в 11 км к северо-востоку от посёлка Сим. Река течёт сначала на юго-запад, затем на северо-запад, всё течение проходит по ненаселённому, местами заболоченному лесному массиву. Впадает в Глухую Вильву у покинутой деревни Усть-Долгая.

## Данные водного реестра
По данным государственного водного реестра России относится к Камскому бассейновому округу, водохозяйственный участок реки — Кама от водомерного поста у села Бондюг до города Березники, речной подбассейн реки — бассейны притоков Камы до впадения Белой. Речной бассейн реки — Кама.
Код объекта в государственном водном реестре — 10010100212111100005454.